# 吳涵 (康熙進士)
吳涵（？—1709年），字容大，号匪庵，浙江石門人，清朝政治人物。榜眼及第。
康熙二十一年，登進士一甲第二名，授翰林院編修。康熙二十四年，出任会试同考官。康熙二十七年，擔任日講起居注官，后升任順天府丞。康熙三十二年，任鄉試主考官。康熙三十六年，授太僕寺卿。次年七月，升任都察院左副都御史。康熙三十八年，任工部右侍郎。康熙三十九年十一也，任刑部右侍郎。康熙四十一年劉燁，升吏部右侍郎，兼翰林院掌院學士。康熙四十二年，升任吏部左侍郎，任會試同考官、日講起居注官等。康熙四十三年，升任都察院左都御史。后因病辭職歸鄉。